# 朱圣祎
朱聖禕（1994年12月24日—），畢業於上海戲劇學院2014級表演本科，中國女演員。
2014年6月，出演個人首部電影金童子，從而正式進入演藝圈。2015年，在湖南衛視播出的醫療劇愛的婦產科飾演任性的鄭柔柔；2016年，出演奇幻劇九州·天空城 ；隨後，在青春愛情劇總裁在上我在下擔任女主角時小念(席小念)廣受好評  ；11月，出演青春愛情片在1996的終點等你 。2017年6月，在古裝傳奇愛情劇楚喬傳中飾演小八 。

## 生平

### 早年經歷
朱聖禕，中俄混血兒。在她四五歲的時候父母離婚，從小跟著爺爺奶奶長大，十五年間見媽媽的次數屈指可數，這使得朱聖禕性格非常獨立

### 演藝經歷
2014年6月，驚悚片金童子在上海國際電影節曝光，朱聖禕在其中出演女二號白靈，與韓雪、唐宸禹均有大量對手戲。8月，朱聖禕參與美人魚票選活動，在18日的美人魚43強晉級賽開賽儀式上，朱聖禕一展靚嗓，獻唱《你不知道的事》。之後以高票數殺出牢據美女榜前三甲。9月10日，上海戲劇學院2014-2015學年開學典禮舉行，朱聖禕的一張清純自拍照登上各大門戶網站焦點圖，成微博熱門話題。在張江南導演的驚悚恐怖電影金童子中，出演女二號白靈。
2015年，在湖南衛視播出的醫療劇愛的婦產科2中出演任性的鄭柔柔。隨後，在古裝喜劇金牌紅娘中，出演兩個角色，分別是單純的師妹蕭瓏女和惡毒的皇后。
2016年，參演奇幻劇九州·天空城，飾演彼岸花，劇中深愛著劉暢飾演的白庭君。7月，與林更新、趙麗穎合作出演古裝武俠劇楚喬傳，在劇中飾演小八。此後，與張藝興、鄭秀晶合作出演浪漫愛情片閉嘴！愛吧。8月5日，參演張江南執導的的懸疑驚悚片古曼，在劇中飾演的白靈是一位深受教練器重的游泳隊隊員。隨後，參演青春愛情劇總裁在上我在下，在劇中飾演女主角時小念。11月，參演李晨愷執導的青春愛情片在1996的終點等你，在劇中飾演天生愛幻想，心軟善良李星遙。

## 影視作品

### 電視劇
| 首播年份 | 劇名                      | 角色           | 備註   |
| 2015年   | 如果沒有                  | 口罩女神       |        |
| 2015年   | 愛的婦產科2               | 鄭柔柔         |        |
| 2016年   | 九州·天空城               | 彼岸花         |        |
| 2017年   | 總裁在上我在下            | 時小念         | 網絡劇 |
| 2017年   | 楚喬傳                    | 荊小八         |        |
| 2019年   | 站在你的角度看我(第1-2季) | 安可           | 網絡劇 |
| 2019年   | 请赐我一双翅膀            | 龙湘湘         |        |
| 2020年   | 哪吒降妖记                | 水精灵，火琉璃 |        |
| 2020年   | 漂亮书生                  | 穆小漫         | 網絡劇 |
| 2023年   | 山有木兮木有心            | 孟姬           | 網絡劇 |

### 電影
| 首播年份 | 片名               | 角色   | 備註     |
| 2016年   | 古曼               | 白靈   |          |
| 2020年   | 爱是一场温柔的幻觉 | 温柔   |          |
| 2020年   | 龙无目             | 海兰珠 | 網絡電影 |
| 2021年   | 冰火凤             | 千雪妭 | 網絡電影 |
| 2022年   | 纸画皮             | 颜歌   | 網絡電影 |
| 2022年   | 南游记之闹三界     |        | 網絡電影 |
| 2024年   | 夜叉之无间有情     |        | 網絡電影 |
| 2024年   | 北冥有鲲           |        | 網絡電影 |
| 待上映   | 閉嘴！愛吧         | cindy  |          |
| 待上映   | 小山河             |        |          |